# Ophioglossum fernandezianum
Ophioglossum fernandezianum är en låsbräkenväxtart som beskrevs av C. Chr. Ophioglossum fernandezianum ingår i släktet ormtungor, och familjen låsbräkenväxter. Inga underarter finns listade i Catalogue of Life.